# Negative (finn együttes)
A Negative egy finn glam rock együttes, 1997-ben alakultak. Már karrierjük korai szakaszánál a Negative gyorsan hírnevet nyert az intenzív élő előadásmódja, a melodikus gitárszólók és a gitár-riffek miatt. A Negative tagjait nagyban befolyásolta zeneileg és stílusilag a Guns N’ Roses, a Queen és a Hanoi Rocks. Ők magukat érzelmes vagy szerelmes rock 'n roll ként tartják számon magukat. Az utóbbi években a Negative lett Finnország egyik legnépszerűbb együttese.
2009-ben és 2011-ben Magyarországon Budapesten a Diesel Klubban léptek fel.

## Tagok
- Jonne Aaron Liimatainen - Ének
- Antti Anatomy - Basszusgitár
- Mr. Snack/Nakki - Billentyűs, Ének
- Jay Slammer - Dobok

Egykori Tagok
- Sir Christus - Gitár, Ének
- Gary - Gitár.
- Venais Sham - Dobok

Lauri Markkula - szólógitár

## Diszkográfia
Stúdióalbumok
- "War of Love" (2003 - FIN #5)
- "Sweet & Deceitful" (2004 - FIN #1)
- "Anorectic" (2006 - FIN #1)
- "Karma Killer" (2008 - FIN #3)
- "God Likes Your Style" (2009)
- "Neon" (2010)

Kislemezek
- "After All" (2003 - FIN #4)
- "The Moment of Our Love" (2003 - FIN #1)
- "Still Alive" (2004 - FIN #4)
- "Frozen to Lose it All" (2004 - FIN #1)
- "In My Heaven" (2004 - FIN #1)
- "My My, Hey Hey" (2005 - FIN #1)
- "Dark Side (Until You're Mine)" (2005 - FIN #2)
- "Bright Side (About My Sorrow)" (2005 - FIN #2)
- "The Moment Of Our Love (New Version)" (2005 - FIN/GER #1)
- "Planet of the Sun" (2006 - FIN #1)
- "Sinners Night / Misty Morning" (2006 - FIN #2)
- "Fading Yourself" (2007 - FIN #1)
- "Won't Let Go" (2008)
- "Giving Up!" (2008)

DVD Lemezek
- "In The Eye Of The Hurricane" (2008 - Fin #1)